# David Best (cầu thủ bóng đá)
David Best (sinh ngày 6 tháng 9 năm 1943) là một cựu cầu thủ bóng đá người Anh. A thủ môn, ông có hơn 200 lần ra sân cho Bournemouth, gần 100 lần ra sân cho Oldham Athletic và 168 lần ra sân cho Ipswich Town từ 1968 đến 1974.